# Ricky King
Ricky King (né Hans Lingenfelder le 12 mars 1946 à Rastatt) est un compositeur-interprète et professeur de guitare allemand.
Avec une trentaine d'albums instrumentaux et autant de singles, il est principalement connu en Allemagne et en Autriche mais son interprétation du titre Verde lui ouvre les portes de plusieurs top 10 nationaux en Europe de l'Ouest en 1976.

## Biographie
Hans Lingenfelder naît le 12 mars 1946 à Rastatt dans le Land de Bade-Wurtemberg en Allemagne.
Il découvre le rock à l'âge de 11 ans lorsque ses parents lui offrent sa première guitare acoustique. Ses premières idoles sont Peter Kraus, Bill Haley, Elvis Presley, The Shadows, The Spotnicks et The Ventures. En 1962, il rejoint le groupe The Fellows et s'achète sa première guitare électrique, une Höfner, avec trois micros et un vibrato. Deux ans plus tard, il quitte The Fellows pour rejoindre The Twenties, n'ayant alors que 18 ans. Passionné d'électronique, il devient technicien radio.
Il s'inscrit au conservatoire de Karlsruhe où il étudie la guitare classique et rencontre Gerd Köthe (de)qu'il rejoint dans son groupe The Moonlights. Ensemble, ils tournent dans les bases américaines et les clubs voisins de Karlsruhe tout en effectuant quelques passages radio et télé. Lingenfelder écrit son premier morceau, Night-Work, qu'il enregistre avec les Moonlights chez Metronomes Records.
En 1969, les Moonlights se séparent et Lingenfelder s'intéresse de plus en plus aux techniques de Julian Beam. Il investit 3600 Deutsche Mark dans une Ramírez (en) et obtient son diplôme de professeur de guitare classique à Karlsruhe.
En 1974, Lingenfelder intègre le groupe Joy Unlimited qui, sous le nom de Hit Kids, vont enregistrer quelques titres auprès du label CBS Records International, une branche de Columbia Records. Parallèlement en tant que musicien de studio, il accompagne Roberto Blanco, Costa Cordalis, Mary Roos, Bata Illic ainsi que Albert Hammond pour son premier album enregistré à Berlin.
En 1976, il sort son premier album à l'aide de Gerd Köthe et du producteur Roland Heck. Le trio choisit d'enregistrer des morceaux instrumentaux alors que la tendance est au disco et au glam rock. Il se voit proposer une composition des frères De Angelis, Verde, que ceux-ci avaient enregistré en 1974 en Italie sans obtenir de succès. Lingenfelder décroche un contrat chez BASF Records (de) mais le label souhaite un nom plus international pour l'artiste : l'album Cliff King Plays Fantastic Guitar Hits sort dans la foulée. L’album comprend deux compositions personnelles (Jumbo Walk et Go Kart) et des morceaux populaires tels que Johnny Guitar, Apache, Wheels (en), Maria Elena (en), Hava Nagila ou encore Sleep Walk.
Il faut attendre six mois pour voir le titre Verde percer dans les classements en tant que single mais rapidement, l'autorité allemande de contrôle découvre que le nom de scène 'Cliff King' est déjà enregistré. Son label doit donc lui trouver un nouveau nom et leur choix s'arrêtera sur 'Ricky King'. D'autre part, quelqu'un chez CBS Records découvre que King est toujours sous contrat chez eux avec le groupe Joy Unlimited, ce qui, contractuellement, l'empêche de signer dans une autre maison de disques. Le problème est résolu en utilisant une prise de vue de dos pour la pochette de l'album publié par BASF et en léguant Ricky King à CBS pour son album suivant. Quelques mois plus tard, BASF abandonnera la production de disques.
L'album Ricky King Plays Golden Guitar Hits sort quelques mois plus tard chez Epic Records (une branche de CBS), toujours issu du travail réalisé par le trio King, Kothe et Heck. Il contient le simple Le Rêve, une reprise d'une ballade espagnole alors connue sous le nom de Romance, ici totalement réarrangée et qui constituera son deuxième succès en Allemagne, en Suisse et en Autriche. L'album utilise la même recette que le premier opus : des titres classiques munis d'un nouvel arrangement. On y trouve ainsi The Quartermaster's Store (en), Guitar Tango (en), Amapola, The House of the Rising Sun, Wipe Out ou encore The Ballad of High Noon. En 1978, son troisième album, 20 Welthits im Gitarrensound, devient disque d'or en Allemagne, en Suisse et en Autriche.
Sa première compilation, Seine Grossen Erfolge - His Greatest Hits, sort en 1981. L'année suivante, King sort un nouvel album, Happy Guitar Dancing, dont trois titres sont composés par Dieter Bohlen, futur membre de Modern Talking. Ils entreront tous dans le classement national : HaIe Hey Louise (#14), Fly with me to Malibu (#35) et Ahoi, ay ay Capt'n (#44).
En 1983, il réalise un rêve de longue date en enregistrant un album rendant hommage aux titres rock'n roll qui lui ont fait découvrir la guitare. Ricky King's Rock and Roll Party contient des interprétations de Shake, Rattle and Roll, This Ole House, See You Later, Alligator, Donna, Rock around the Clock ou encore Johnny B. Goode. Il signe ensuite chez Polygram puis Koch Records, un label autrichien qui se spécialise dans la musique folk allemande (polka et brass), chez qui il restera sous contrat jusqu'à la fin des années 1990. Il change alors régulièrement de maison de disques passant par Voice et DA Records (branches de Pallas Group (de)), Rubin Records, Electrola (en) et Ganser & Hanke (de). En 2015, il signe chez Telamo, une maison de disque allemande spécialisée dans le genre schalger.

## Vie privée
En 1979, King et son épouse deviennent Témoins de Jéhovah.

### Collection
Il possède une quarantaine de guitares dont :
- une guitare de jazz 'George Benson',
- une Fender Telecaster,
- deux Martin D35 (6 & 12 cordes),
- deux guitares électriques spécialement construites pour lui par Hofner,
- une Suzuki 12 cordes (utilisée pour l'intro de son titre Verde),
- une Santiago Marin,
- une Jose Lopez Bellido Flamenco,
- une Gibson modèle SG,
- une guitare électrique G&L de Leo Fender,
- deux Fender Stratocasters blanches (un modèle 1962 sn. 91301 et un modèle 1968 sn. 223748),
- plusieurs Banjo, Bouzouki, Mandoline and Balalaika.

### Guitaristes préférés
Dans une interview, il cite :
- Hank Marvin, pour sa sonorité claire et propre,
- Jimi Hendrix, pour son style innovant,
- Eric Clapton, pour ses idées et ses innovations,
- Albert Lee, pour la country,
- Wes Montgomery, Django Reinhardt, le trio Rosenberg et Biréli Lagrène pour le jazz.

## Discographie

### Albums classés
Pour une discographie exhaustive, consulter la page Discogs.
| Année                                                                                      | Titre                                  | Classements | Classements |
| Année                                                                                      | Titre                                  | Allemagne,  | Autriche    |
| ------------------------------------------------------------------------------------------ | -------------------------------------- | ----------- | ----------- |
| 1976                                                                                       | Ricky King Plays Fantastic Guitar Hits | 10          | —           |
| 1976                                                                                       | Ricky King Plays Golden Guitar Hits    | 11          | 8           |
| 1978                                                                                       | 20 Welthits im Gitarrensound           | 2           | 15          |
| 1979                                                                                       | Zauber der Gitarre                     | 4           | 6           |
| 1980                                                                                       | Electric Guitar Hits                   | 22          | —           |
| 1981                                                                                       | Golden Guitar Symphonies               | 15          | —           |
| 1982                                                                                       | Lieder gehen um die Welt               | 23          | —           |
| 1982                                                                                       | Happy Guitar Dancing                   | 3           | —           |
| 1983                                                                                       | Südsee-Träume                          | 11          | —           |
| 1988                                                                                       | La rose noire                          | 49          | —           |
| "—" signifie que le titre n'a pas atteint les classements ou n'est pas sorti dans ce pays. |                                        |             |             |

#### Autres albums (sélection)
- Mare (1977, Epic)
- Weihnachten im Gitarrenklang – die 20 schönsten Weihnachtslieder (1979, Epic)
- Traumreise – eine Weltreise im Gitarrensound (1986, Epic)
- Leise rieselt der Schnee – die 20 schönsten Weihnachtslieder (1988, Epic)
- Super Guitar Dancing (1989, Polyphon)
- Traumland (1990, Eurostar)
- Magic Guitar Hits (1992, Epic)
- Romantica (1994, Herzklang)
- Romantic Guitar-Hits (1996, Koch)
- Zeit Für Gefühle (1997, Koch)
- Romantic Moments  (1997, Koch)
- Kult-Schlagerparty (1998, Koch)
- Happy Guitar (2001, DA Records)
- Die Grossen Jahrhunderthits (2004, Voice)
- Sternenstaub (2007, Rubin Records)
- Concerto D'Amore  (2009, Koch)
- Bis An Alle Sterne (2009, Electrola)
- Für Dich (2011, Ganser & Hanke)
- Zeitlos (2015, Telamo)
- Blue Diamonds (2018, Telamo)

### Simples classés
| Année                                                                                      | Titre                 | Classements | Classements | Classements | Classements               | Classements            | Classements | Classements |
| Année                                                                                      | Titre                 | Allemagne   | Autriche    | Suisse      | Belgique (néerlandophone) | Belgique (francophone) | Pays-Bas    | Australie   |
| ------------------------------------------------------------------------------------------ | --------------------- | ----------- | ----------- | ----------- | ------------------------- | ---------------------- | ----------- | ----------- |
| 1976                                                                                       | Verde                 | 3           | 4           | 1           | 5                         | 14                     | 10          | 65          |
| 1976                                                                                       | Le Rêve               | 7           | 9           | 5           | —                         | —                      | —           | —           |
| 1977                                                                                       | Maria Elena           | 45          | —           | —           | —                         | —                      | —           | —           |
| 1977                                                                                       | Mare                  | 44          | —           | —           | —                         | —                      | —           | —           |
| 1981                                                                                       | Hale, hey Louise      | 14          | —           | —           | —                         | —                      | —           | —           |
| 1982                                                                                       | Ahoi, ay ay Capt'n    | 44          | —           | —           | —                         | —                      | —           | —           |
| 1982                                                                                       | Fly with me to Malibu | 35          | —           | —           | —                         | —                      | —           | —           |
| "—" signifie que le titre n'a pas atteint les classements ou n'est pas sorti dans ce pays. |                       |             |             |             |                           |                        |             |             |

- En 1976, le magazine Musikmarkt (de) classe Verde à la première position de son classement des titres instrumentaux, détrônant James Last[3].

#### Autres simples (sélection)
- Johnny Guitar (1977)
- Destino (1978)
- Atlanta (1978)
- Argentina (1978)
- Manolito (1979)
- Moonshot (1980)
- Venise (1980)
- Liebestraum (1981)
- Teresa (una stella ti darei) (1983)
- Duwaiyana (1983)
- The Jolly Song (1984)
- Donna (1984)
- Rock 'n' Roll Is Back (1984)
- Avalon (1985)
- Agadir (1986)
- La rose noire (1987)
- Laguna romantica (1994)
- Gondola D'Amore (1996)
- Adieu, Auf Wiedersehen (1996)
- Óla, Mi Amor (2001)

## Certifications et prix
- 1977 : Goldene Europa (en), des mains de Leonard Bernstein[3],
- 1994 : Goldene Stimmgabel (en)[11].

| Album                        | Pays      | Certification | Ventes   |
| ---------------------------- | --------- | ------------- | -------- |
| 20 Welthits im Gitarrensound | Allemagne | Platine       | +500.000 |
| 20 Welthits im Gitarrensound | Autriche  | Or            | +25.000  |
| 20 Welthits im Gitarrensound | Suisse    | Or            | +25.000  |
| Zauber der Gitarre           | Allemagne | Or            | +250.000 |
| Zauber der Gitarre           | Suisse    | Or            | +25.000  |
| Happy Guitar Dancing         | Allemagne | Or            | +250.000 |

- Selon lui[1], il aurait vendu 4 millions d'albums et 1,6 million de simples.
- Selon son site officiel[11], il cumulerait 1 disque de platine et 8 disques d'or en Allemagne, Autriche et Suisse.